# Zoianaspis subaptera
Zoianaspis subaptera is een keversoort uit de familie bloemspartelkevers (Scraptiidae). De wetenschappelijke naam van de soort is voor het eerst geldig gepubliceerd in 1994 door Franciscolo.